# Trunk Shot
Ein Trunk Shot ist eine Kameraeinstellung (englisch: shot) im Film, in der die Kamera im Kofferraum (engl.: trunk) eines Autos platziert wird und durch den geöffneten Kofferraumdeckel das Geschehen außerhalb des Kofferraums filmt.

## Funktion
Der Trunk Shot beinhaltet üblicherweise (bei Stufenhecklimousinen) einen Blickwinkel aus der Froschperspektive. Ein solcher low angle kann die dramaturgische Funktion haben, die Überlegenheit der aus der Untersicht heraus aufgenommenen Figuren zu visualisieren.
Diese psychologischen Zuschreibungen müssen nicht zwangsläufig zutreffen. Der Filmwissenschaftler  David Bordwell betont eine weitere Bedeutung des Filmstils. Elemente der filmischen Darstellung (hier der Kamerawinkel) müssen nicht unbedingt eine narrative – also die Erzählung vorantreibende – Funktion haben, sondern können der bloßen Befriedigung der Schaulust dienen. Dies kann ebenfalls für den extremen Kamerawinkel des Trunk Shot gelten.